# Цвикау
Цвикау (на немски: Zwickau; на горнолужишки: Šwikawa; на долнолужишки: Šwikawa; на чешки: Cvikov) е четвъртият по големина град в Саксония, Германия. Административен център на окръг Цвикау. Населението на града през 2011 година е 93 128 души.

## Личности
Родени
- Роберт Шуман (1810 – 1856), композитор и пианист